# طوم باور
طوم باور (بالإنجليزية: Tom Bower)‏ هو ممثل أمريكي، ولد في 1938 بدنفر في الولايات المتحدة.

## أعمال

### أفلام
- (1990) موت قاسي 2[6][7][8]
- (1991) النسر الحديدي 3
- (1997) ساعي البريد[9][10]
- (2000) بولوك[11]
- (2002) جرائم عليا[12]
- (2005) شمال المدينة[13]
- (2006) التلال لها عيون[14][15]
- (2009) الملازم السيئ ميناء الدعوة - نيو أورليانز[16]
- (2009) قلب مجنون[17]
- (2010) القاتل بداخلي
- (2013) خارج الفرن[18]
- (2014) 13 خطيئة[19]
- (2015) حفر للنار

### مسلسلات
- دالاس
- ذا والتونز

## وصلات خارجية
- طوم باور على موقع IMDb (الإنجليزية)
- طوم باور على موقع ألو سيني (الفرنسية)
- طوم باور على موقع ميوزك برينز (الإنجليزية)
- طوم باور على موقع أول موفي (الإنجليزية)
- طوم باور على موقع إن إن دي بي (الإنجليزية)
- طوم باور على موقع قاعدة بيانات الفيلم (الإنجليزية)
- طوم باور على موقع كينوبويسك (الروسية)